# Frank Schinski
Frank Schinski (* 1975 in Prenzlau) ist ein deutscher Fotograf. Er lebt und arbeitet in Hannover.

## Leben
Schinski wurde in den späten Jahren der Deutschen Demokratischen Republik (DDR) 1975 in Prenzlau geboren und wuchs in einem kleinen Dorf nahe der Grenze zu Polen auf. Als Jugendlicher beginnt er 1992 eine Ausbildung als Maurer, einem Beruf, dem er dann mehrere Jahre nachging.
Nachdem er sein Abitur nachgeholt hatte, entschied er sich gegen das ursprünglich avisierte Architekturstudium, ging nach Hannover und studierte stattdessen in den Jahren von 1999 bis 2006 Fotografie an der damaligen Fachhochschule.
2009 wurde Schinski Mitglied des in Berlin ansässigen Bildagentur Ostkreuz.

## Ausstellungen (Auswahl)
- 2016:
  - Ist doch so, Einzelausstellung, Galerie der Kunststiftung Poll, Berlin[1]
  - 25 Jahre Ostkreuz, Schleswig-Holstein-Haus, Schwerin[1]
- 2017: Ist doch so, Einzelausstellung, Galerie für Fotografie, Hannover[1]

## Publikationen (Auswahl)
- Björn Vofrei (Hrsg.), Constantin Alexander (Text), Frank Schinski (Fotos): Ihme Gallery. Graffiti und Street Art im Ihme-Zentrum. 1. Auflage, mit einem Vorwort von Stephan Weil. Hannover: Hannoverliebe!, 2012, ISBN 978-3-00-038081-5